# Beatmania IIDX 27 HEROIC VERSE
beatmania IIDX 27 HEROIC VERSE은 리듬게임 beatmania IIDX 시리즈의 27번째(beatmania IIDX substream 포함 시 28번째) 작품으로 beatmania IIDX 26 Rootage의 후속작이다.
2019년 8월 8일에서 8월 11일까지 컴텍 타워에서 로케 테스트가 개최되었으며, 2019년 10월 16일에 정식 발매되었다. 이번 작품부터는 미국에서도 아케이드 기체의 정식 발매가 이루어졌다.
이번 작의 컨셉은 슈퍼히어로, 이미지 캐릭터는 ROOTS26의 사이렌과 히메루.

## 게임 모드
- STEP UP : 이번 작의 테마는 히어로(쿠프로)가 악인을 물리치는 특촬물 컨셉. 비기너와 레전더리아 난이도의 추가로 스텝 업 복습 폴더에서 해당 난이도를 고르는 것이 가능해졌다.
- STANDARD : 기본적인 게임 모드. 2개의 난이도가 정식 난이도로 추가되어 선곡 시 레벨 항목이 4~5개가 표시되도록 조정되었다.
- 단위인정 (段位認定) : 플레이어의 실력을 급수로 나누어 평가받는 모드로, 설정된 4곡을 플레이한다. 급수는 7급~1급~초단~10단~중전~개전으로 구성되어 있다. e-AMUSEMENT에 연결된 기계에서 카드를 사용해 플레이할 경우 공식 웹사이트에 등록되며, 웹사이트에서 플레이어들의 성취율을 확인할 수도 있다. 이번 작품에서는 같은 단위인정을 정배치-미러 순으로 반복해 5번 클리어하면 얻는 영세단위라는 시스템이 추가되었다.
- FREE : 연습용 모드로, 클리어 여부에 상관 없이 2곡을 플레이할 수 있다.
- PREMIUM FREE : 파세리를 사용한 연습용 모드로, 제한시간 내에 클리어 여부에 상관없이 플레이할 수 있다. 한국에서는 ARENA MODE에서 진입하는 방법과 특정 날짜의 혜택 시스템을 이용한 진입만이 가능하다.
- ARENA : 실시간 인터넷 매칭/로컬 매칭 시스템이다. 온라인 대전은 특정 기간에만 열리며 단위인정과는 다른 ARENA CLASS를 통하여 선곡할 수 있는 레벨이 달라진다. 온라인 대전 기간 동안에는 매칭 플레이어가 존재하지 않으면 TIME FREE로 진입할 수 있다.

## 주요 변경점
- 독립 항목으로 존재했던 BEGINNER 난이도와 같은 곡의 데이터를 복사해 ANOTHER 데이터만 수정해서 사용해왔던 LEGGENDARIA 컨텐츠가 정식 난이도로 완전히 편입되었다.
- 게임 시작 시 플레이 스타일(싱글 플레이, 더블 플레이)을 선택하는 화면이 완전히 사라지고, 언제든지 플레이 스타일을 전환할 수 있도록 개선되었다.
- 레이더 시스템이 추가되어 악곡의 요소들을 그래프로 나타내었다.
- 선곡 화면에서 전 세계의 플레이어들의 스코어 갱신을 알려주는 뉴스 기능이 추가되었다.
- 정식으로 언어 선택 기능이 추가되었다. 일본어, 영어, 한국어를 사용할 수 있다.
- 라이트닝 모델이라는 신기체가 발매되며 120fps를 지원하기 시작했다.

## 요일별 보너스
- 일요일 : DJ VIP PASS BLACK가 1장 지급된다.
- 월요일 : PREMIUM FREE 진입 시 1분이 추가된다.
- 화요일 : HAZARD 모드가 TIME HAZARD(8분)로 대체된다.
- 수요일 : FREE/FREE PLUS 모드가 TIME FREE(5분)/TIME FREE PLUS(7분) 모드로 대체된다.
- 목요일 : HAZARD 모드가 TIME HELL(8분)모드로 대체된다.
- 금요일 : 모든 플레이에서 V디스크가 지급되며, V디스크를 소비하는 컨텐츠는 모두 V디스크를 1개만 소비하도록 변경된다.
- 토요일 : STEP UP의 복습 폴더에서 모든 레벨을 플레이할 수 있게 된다.

## 신기체 LIGHTNING MODEL
27 HEROIC VERSE가 발매될 즈음 공개된 신규 기체로, IIDX로서는 20여년만의 완전 신규 기체이다. 상단 화면은 43인치에 1080p120fps를 지원하는 모니터를, 하단 화면은 23인치의 1080p60fps를 지원하는 모니터를 탑재하였으며, 기존 하단 화면 위치에 있었던 이퀄라이저나 10Key 패드 등은 전부 하단 화면으로 통합되었다. 또한 이어폰 단자가 추가되었으며 턴테이블의 장력 설정이 가능해졌다. 해당 기체는 코나미의 게이밍 컴퓨터 ARESPEAR 300을 아케이드용으로 개조하여 사용한다. 대략적인 스펙은 다음과 같다.
| 메인보드   | SUPERMICRO SuperO MBD-C7B360-CB-MW-O                |
| CPU        | Intel Core i5-9400F 2.9GHz                          |
| GPU        | nVidia GeForce GTX 1650 1530MHz 4GB (GIGABYTE 제품) |
| RAM        | DDR4-2133 8GB * 1                                   |
| Sound Card | ASUS Xonar AE + KONAMI 자체 제작 앰프               |
| SSD        | Innodisk 2.5" SATA SSD 3ME3 256GB                   |
| 컨트롤러   | USB 2.0기반 I/O 컨트롤러 PCB                        |